# Endocyathopora
Genre
Endocyathopora est un genre de coraux durs de la famille des Turbinoliidae.

## Liste d'espèces
Le genre Endocyathopora comprend, selon World Register of Marine Species (16 juillet 2015) et ITIS (16 juillet 2015), l'espèce suivante :
- Endocyathopora laticostata Cairns, 1989